# Spring 2009 Tour
Spring 2009 Tour fue una serie de dos conciertos de Cyndi Lauper, con un concierto en Bahamas y otro en Estados Unidos. Lauper cantó sus clásicos, algunos covers y canciones populares entre sus fanes.

## Canciones Realizadas[1]
No en orden de aparición.
- Can't Blame Me
- Anna Blue
- I'm Gonna Be Strong
- Money Changes Everything
- Girls Just Want to Have Fun
- When You Were Mine
- Time After Time
- She Bop
- All Through The Night
- The Goonies 'R' Good Enough
- Change Of Heart
- True Colors
- Hole In My Heart (All The Way To China)
- I Drove All Night
- Who Let In The Rain
- Fearless
- Iko Iko
- Into The Nightlife
- Carey
- Echo